# Rosa multibracteata
Rosa multibracteata — вид рослин з родини трояндових (Rosaceae); ендемік Китаю.

## Біоморфологічна характеристика
Кущ до 2.5 метрів заввишки. Гілочки циліндричні, стрункі, голі; колючки розкидані і попарно внизу листя, циліндричні, прямі, до 1 см, різко звужуються до жорсткої основи. Листки включно з ніжками 5–9 см; прилистки великі, здебільшого прилягають до ніжки, вільні частини яйцюваті, голі, край залозисто пилчастий, верхівка коротко загострена; остови й ніжки голі або рідко залозисто запушені і дрібно запушені, мало-коротко колючі; листочків (5)7–9, зворотно-яйцюваті або майже кулясті, 8–15 × 5–10 мм, голі або знизу рідко запушені вздовж жил, іноді залозисті; основа округлена або широко клиноподібна, край просто пилчастий, цілий біля основи, верхівка округло-тупа або гостра. Квіток 2 або 3, або кілька у щитках або волоті, рідко поодинокі, (2)3–5 см у діаметрі. Чашолистків 5, трикутно-ланцетні, 1.1–1.5 см. Пелюсток 5, червонуваті, зворотно-яйцюваті, основа широко клиноподібна, верхівка виїмчаста. Цинародії червоні, майже кулясті, 6–10 мм у діаметрі, залозисті, зі стійкими випростаними чашолистками. Період цвітіння: травень — липень; період плодоношення: липень — жовтень.

## Поширення й умови зростання
Ендемік Китаю: Сичуань, Юньнань. Населяє відкриті місця біля узлісся лісу; на висотах 2100–2500 метрів.